# Nid d'aigle
Ne doit pas être confondu avec Nid d'oiseau ou Stade national de Pékin.

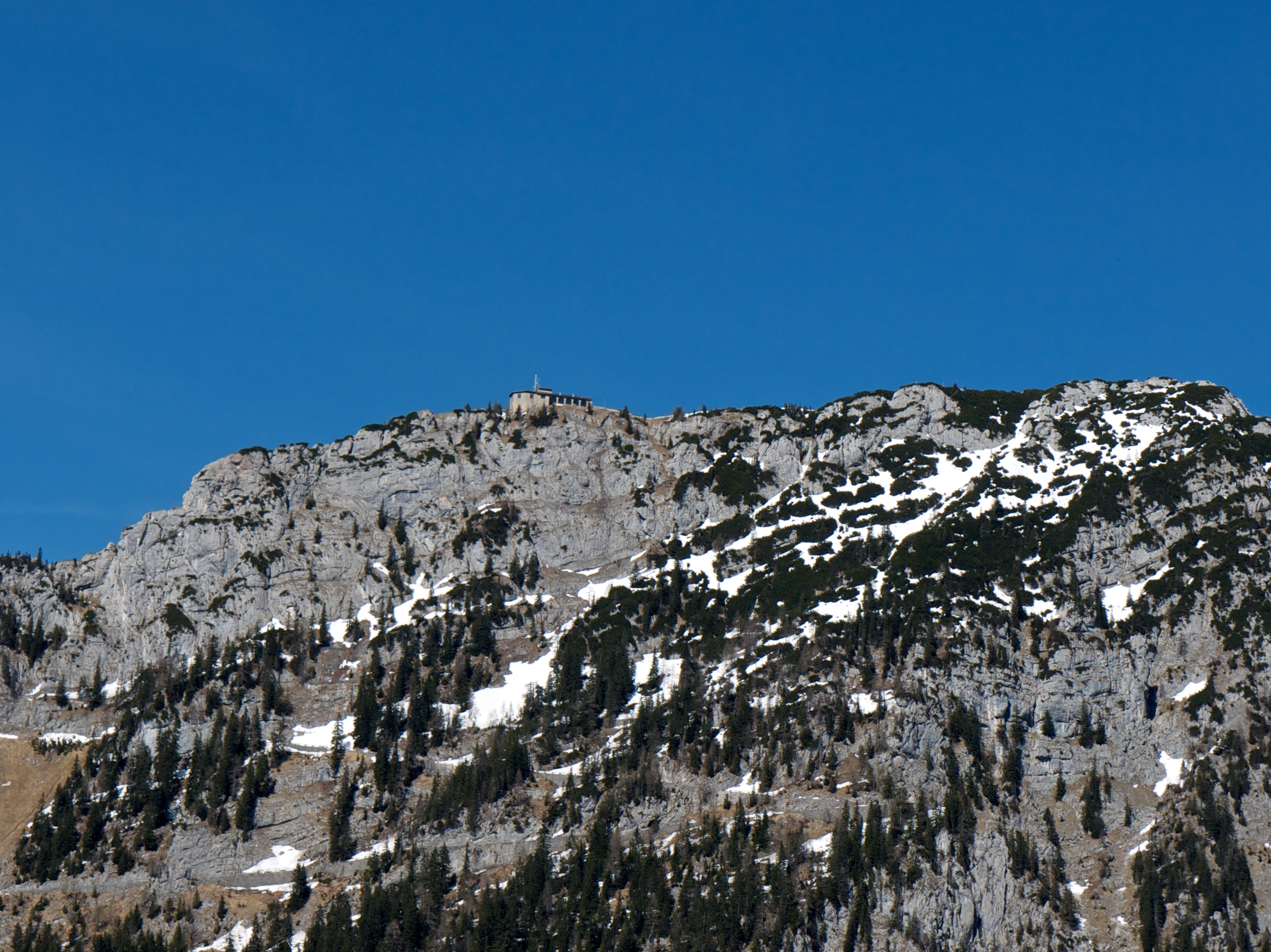
Le Kehlsteinhaus en Allemagne vu en contre-plongée.

Un nid d'aigle ou nid de vautour est un lieu-dit de montagne en terrain escarpé, ce qui rend son accès difficile. Ce nom vient des endroits inaccessibles où nichent les aigles et les vautours.

## Forteresses
- Le Kehlsteinhaus ou Nid d'Aigle, construit pour Adolf Hitler à Berchtesgaden, une extension du complexe du Berghof, dans les Alpes bavaroises.
- Les Nids d'aigle (Orle gniazda), des châteaux-forts en Pologne. Ce système de fortifications médiévales dans le Jura cracovien s'étend sur plus de 160 km le long de l'ancienne route commerciale qui reliait la capitale du royaume (Cracovie) à la région de la Grande-Pologne.
- Alamut, en Iran, qui signifie « Nid de l'aigle ».

## Lieux-dits
- Le Nid d'Aigle (Vladivostok)
- Le Nid d'Aigle est un point de vue panoramique en France, dans le massif du Mont-Blanc. À partir de 1913, il accueille la gare — initialement terminus provisoire — du tramway du Mont-Blanc. Le site accueille également le refuge du Nid-d'Aigle édifié en 1933 mais en 2003, il est détruit par un incendie et reconstruit à environ 300 mètres plus au sud. En 2023, c'est au tour du tramway du Mont-Blanc d'être prolongé et la gare du Nid-d'Aigle est déplacée au pied du refuge, déplaçant ainsi progressivement le toponyme à cette nouvelle localisation[1].